# 荣河吕祖庙戏台
荣河吕祖庙戏台是一座清代古建筑，位于山西省运城市万荣县荣河镇荣河村。
2017年12月01日，荣河吕祖庙戏台因“雕刻华丽，题记众多，为研究清代戏台的建制与蒲剧发展提供了参考依据”，而公布为第三批运城市文物保护单位，编号3-32。
2021年8月4日，荣河吕祖庙戏台公布为第六批山西省文物保护单位，编号6-274。